# Elias Adaime
Elias Adaime (São Francisco do Sul, 30 de janeiro de 1929 – Itajaí, 5 de março de 1983) foi um advogado, jornalista e político brasileiro.

## Vida
Filho de Elias Buch Adaime e Domingas Buch Adaime, bacharelou-se em direito pela Faculdade de Direito de Porto Alegre, em 1952.

## Carreira
Foi deputado à Câmara dos Deputados na 40ª legislatura (1955 — 1959), como suplente convocado, e na 41ª legislatura (1959 — 1963).

## Jornalismo
Elias Adaime criou em Itajaí, o semanário O Correio, no dia 12 de outubro de 1973, em plena época do Regime Militar do Brasil. O jornal durou até 1982, mas durante o período de Antônio Carlos Konder Reis como governador de Santa Catarina, mais precisamente em 1976, sofreu censura a pedido do próprio mandatário catarinense, devido à críticas realizadas no periódico ao governador e outros políticos ligados à ARENA.

## Obras
- Estiva nos Portos Brasileiros;
- Indenização Para Acidentes de Trabalho;
- Dívidas da União Para Com a Previdência Social;
- Rescisão de Contratos de Trabalho;
- Medicina Preventiva – fator de produtividade e unificação da Previdência Social.